# Remko Pasveer
Remko Jurian Pasveer, född 8 november 1983 i Enschede, Nederländerna, är en nederländsk fotbollsmålvakt som spelar för Ajax och Nederländernas landslag.

## Klubbkarriär
Den 23 april 2021 värvades Pasveer på fri transfer av Ajax, där han skrev på ett tvåårskontrakt.

## Landslagskarriär
Pasveer debuterade för Nederländernas landslag den 22 september 2022 i 2–0-vinst över Polen. Då han var 38 år vid tillfället blev han den näst äldsta spelaren någonsin att debutera för det nederländska landslaget, efter Sander Boschker 2010 (39 år gammal). I november 2022 blev Pasveer uttagen i Nederländernas trupp till VM 2022.

## Meriter
PSV
- Eredivisie: 2014/2015, 2015/2016
- Johan Cruijff Schaal: 2016, 2017

Ajax
- Eredivisie: 2021/2022